# Calimaya
Calimaya è un comune del Messico, situato nello stato di Messico.